# Wang Chunli
Wang Chunli (chinesisch 王春丽, Pinyin Wáng Chūnlì, * 10. August 1983 in Jilin) ist eine ehemalige chinesische Skilangläuferin und Biathletin.

## Werdegang

### Langlauf
Wang gab ihr internationales Debüt als Langläuferin 2003 bei der Universiade in Tarvisio, wo das beste Ergebnis bei vier Starts Rang 13 über 15 Kilometer war. Bei der Universiade zwei Jahre später in Innsbruck konnte sie bei ebenso vielen Starts ihre Platzierung auf derselben Strecke als bestes Ergebnis um einen Rang verbessern. Nachdem Wang 2004 und 2005 schon in ein paar Rennen des Fernost-Cups gelaufen war, debütierte sie im Februar 2005 in Bad Goisern in einem Verfolgungs-FIS-Rennen und wurde dort Zweite. Bei der Nordischen Skiweltmeisterschaft 2005 in Oberstdorf wurde die Chinesin viermal eingesetzt. Ihr bestes Einzelergebnis war ein 26. Rang in der Verfolgung, mit der chinesischen Staffel belegte sie Rang 14. Im November 2005 durfte Wang zum ersten Mal im Skilanglauf-Weltcup starten. in Beitostølen gewann sie als 28. im Rennen über zehn Kilometer sofort erste Punkte. Anschließend gewann sie in Idre über fünf Kilometer ihr erstes FIS-Rennen. Ein weiterer Sieg in dieser Wettkampfform sowie zwei Siege im Fernost-Cup gelangen ihr bis heute. Seit 2005 begann sich Wang immer mehr zu einer Sprint- und Verfolgungsspezialistin zu entwickeln. Höhepunkt der Saison wurde die Teilnahme an den Olympischen Spielen 2006 von Turin. Bei ihren vier Rennen in Pragelato Plan wurde sie 13. im Teamsprint, 16. mit der Staffel, 18. über 10 Kilometer und 21. in der Verfolgung. Zum Ende der Saison wurde Wang im Sprint-Weltcuprennen von Changchun noch einmal 21. und erzielte ihr bis dato bestes Weltcupergebnis. Zur nächsten Saison wechselte die Athletin zum Biathlon und trat seitdem nur noch vereinzelt in Skilanglaufrennen an. Bei den Winter-Asienspielen 2007 trat sie nochmals als Skilangläuferin an. Dort gewann sie Bronze über 5 km klassisch und Gold im Sprint.

### Biathlon
Ab 2006 gehörte Wang dem chinesischen Nationalkader im Biathlon an. Sie startete für die Chinese Biathlon Association und wurde von Xinan Liang trainiert. Wang Chunli debütierte zum Ende der Saison 2005/06 in einem Europacuprennen in Ridnaun, wo sie 30. im Einzel wurde. In der Saison darauf startete sie durchgehend im Biathlon-Weltcup. Schon beim Saisonauftakt in Östersund kam sie auf einen überraschenden 18. Platz. In den meisten Rennen, in denen sie nun antrat, lief sie in die Punkteränge. Beste Platzierungen waren in ihrer ersten Weltcupsaison ein 13. Platz beim Sprint in Lahti und ein siebter Platz mit der Staffel in Hochfilzen. Den Gesamtweltcup beendete sie auf einem 42. Platz. Noch etwas besser verlief ihre zweite Saison. In Hochfilzen erreichte sie mit dem fünften Staffelplatz ihr bislang bestes Ergebnis in dieser Disziplin. Diesen Erfolg wiederholte sie bei den Biathlon-Weltmeisterschaften 2008 in Östersund im Massenstartrennen. Schon zuvor erreichte sie mit Platz 19 im Sprint und als 14. in der Verfolgung gute Ergebnisse. Einzig im Einzelrennen gelang ihr dies mit Rang 64 nicht. Mit der chinesischen Staffel wurde Wang 14. In der Gesamtwertung der Saison belegte Wang schließlich Platz 36. Beim ersten Sprintwettbewerb der Saison 2008/09 in Östersund konnte sie überraschend ihren ersten Weltcupsieg feiern. In Ruhpolding erzielte sie zudem mit ihren Teamkolleginnen Liu Xianying, Dong Xue und Song Chaoqing ihr erstes Staffelpodium – hinter Deutschland und Schweden wurden die Chinesinnen Dritte. Bei der Olympia-Generalprobe in Whistler erreichte die Staffel in leicht veränderter Besetzung sogar Rang zwei. Mit zwei vierten Plätzen in den Sprints von Ruhpolding und Trondheim, sowie Platz 21 im Gesamtweltcup war die Saison 2008/09 Wangs erfolgreichste Saison im Biathlon-Weltcup. 2009/10 konnte sie mit zwei achten Plätze – erneut in zwei Sprints – zwei weitere Top-10-Ergebnisse erzielen. Mit einem 38. Gesamtrang war diese Saison etwas schwächer als die vorherige. 2010 nahm Wang Chunli an den Olympischen Winterspielen teil. Die besten Platzierungen waren Rang 33 im Einzel und Platz 9 mit der chinesischen Staffel.
Im folgenden Jahr verschlechterten sich Wangs Ergebnisse deutlich. In der Gesamtwertung fiel sie auf Rang 73 zurück, ihr bestes Resultat war ein 29. Platz im Sprint von Östersund. Auch mit der Staffel konnte sie nach dem Rücktritten von Liu und Kong Yingchao nicht mehr an die Erfolge der vorherigen Jahre anknüpfen. Erfolge konnte sie allerdings noch bei den Winter-Asienspielen 2011 feiern. Sie belegte den fünften Platz im Einzel, gewann Silber mit der Staffel und Gold im Sprint. 2011/12 nahm sie nur noch an fünf internationalen Rennen teil, eines davon im zweitklassigen IBU-Cup. Ihre letzten internationalen Biathlonrennen bestritt Wang bei den Biathlon-Weltmeisterschaften 2012 in Ruhpolding. Danach beendete sie ihre internationale Karriere.

## Biathlon-Weltcup-Platzierungen
Die Tabelle zeigt alle Platzierungen (je nach Austragungsjahr einschließlich Olympische Spiele und Weltmeisterschaften).
- 1.–3. Platz: Anzahl der Podiumsplatzierungen
- Top 10: Anzahl der Platzierungen unter den ersten zehn (einschließlich Podium)
- Punkteränge: Anzahl der Platzierungen innerhalb der Punkteränge (einschließlich Podium und Top 10)
- Starts: Anzahl gelaufener Rennen in der jeweiligen Disziplin
- Staffel: inklusive Mixed- und Single-Mixed-Staffeln

| Platzierung         | Einzel | Sprint | Verfolgung | Massenstart | Staffel | Gesamt |
| ------------------- | ------ | ------ | ---------- | ----------- | ------- | ------ |
| 1. Platz            |        | 1      |            |             |         | 1      |
| 2. Platz            |        |        |            |             | 1       | 1      |
| 3. Platz            |        |        |            |             | 1       | 1      |
| Top 10              |        | 5      | 2          |             | 15      | 22     |
| Punkteränge         | 8      | 23     | 16         | 8           | 24      | 79     |
| Starts              | 15     | 35     | 20         | 8           | 25      | 103    |
| Stand: Karriereende |        |        |            |             |         |        |